# Дворац Хертеленди – Бајић
Дворац Хертеленди - Бајић је монументална приземна грађевина издужене правоугаоане основе са израженим дворишним портиком, постављена на регулациону линију Војвођанске улице. Дворац је подигао велики жупан Торонталске жупаније Јожеф Хертеленди почетком 19. века у стилу класицизма. У наредним деценијама, највероватније седамдесетих година 19. века, у време великог жупана Јожефа Млађег, грађевина је измењена додавањем бочних калота и дворишног портика. Од краја 19. века прелази у власништво барона Ивана Бајића (1863-1911), синовца Милоша Бајића, који је на имању живео до краја живота.
Дворац има четвороводни кров који је био покривен бибер црепом, а испод већег дела дворца налази се засвођен подрум. На уличној фасади нема улаза, већ се у унутрашњост приступа кроз бочне улазе и портик са дворишне стране. Централно постављен портик је главни декоративни акценат и доминантни волумен дворишне фасаде која представља главну, репрезентативну страну објекта.
Током 2021. године дворац је комплетно обновљен и стављен у функцију смештаја деце.

## Парк
Имање са дворцем је било ограђено пуним зидом од кога је преостала једино декоративна капија од кованог гвожђа са ступцима, на чијим су врховима скулптуре два лава – чувара. У ограђеном имању од око 7 хектара, налазило се два дворца који су били окружени парком уређеним у енглеском стилу и економским објектима. Испред дворца, са уличне стране, постојао је сеоски трг (данас парк) , у кога се праволинијски уливао глави пут, те је тако дворац био уочљив још на самом улазу у село.

## Ентеријер
Ентеријер је био богато опремљен, али је мало сачувано од оригиналног изгледа, сем столарије која је очувана у целости (крила врата и прозора са браваријом, первази стилизовани у класицистичком маниру, прозорски парапети и капци). Из дворишног портика се улази у предворје са декорацијом на зиду изведеном у дрвету, рокајне стилизације.

## Галерија
- Дворац на старој разгледници
- Улична фасада
- Капија имања дворца
- Портик дворца